# Meio citrato de Koser
O meio citrato de Koser é um meio de cultura utilizado para distinguir Escherichia coli de Enterobacter aerogenes.